# (229777) ENIAC
(229777) ENIAC est un astéroïde de la ceinture principale.

## Description
(229777) ENIAC est un astéroïde de la ceinture principale. Il fut découvert par Juan Lacruz le 28 juin 2008 à l'observatoire de La Cañada. Il présente une orbite caractérisée par un demi-grand axe de 2,855 UA, une excentricité de 0,811 et une inclinaison de 9,15° par rapport à l'écliptique.
Il fut nommé en hommage au premier ordinateur électronique d'usage général, l'ENIAC, capable d'être reprogrammé pour résoudre un éventail de problèmes informatiques.

## Compléments